# 3 in Jazz
| Recensione | Giudizio |
| ---------- | -------- |
| AllMusic   |          |

3 in Jazz è un album split a nome di Gary Burton / Sonny Rollins / Clark Terry, pubblicato dalla casa discografica RCA Victor Records nel febbraio del 1964.

## Tracce
LP (1964, RCA Victor Records, LPM-2725/LSP-2725)
Lato A
1. Hello, Young Lovers (Gary Burton Quartet) – 2:54 (Oscar Hammerstein II, Richard Rodgers) – Registrato il 14 febbraio 1963 a Los Angeles, California
2. Gentle Wind and Falling Tear (Gary Burton Quartet) – 2:52 (Gary Burton) – Registrato il 14 febbraio 1963 a Los Angeles, California
3. You Are My Lucky Star (Sonny Rollins & Co.) – 3:40 (Nacio Herb Brown, Arthur Freed) – Registrato il 20 febbraio 1963 a New York
4. I Could Write a Book (Sonny Rollins & Co.) – 3:10 (Lorenz Hart, Richard Rodgers) – Registrato il 20 febbraio 1963 a New York
5. Sounds of the Night (Clark Terry Quintet) – 2:58 (Johnny Mercer, Gerald Fried) – Registrato l'11 marzo 1963 a New York
6. Cielito lindo (Clark Terry Quintet) – 2:25 (Tradizionale, arrangiamento di Clark Terry) – Registrato l'11 marzo 1963 a New York

Lato B
1. Stella by Starlight (Gary Burton Quartet) – 3:08 (Ned Washington, Victor Young) – Registrato il 14 febbraio 1963 a Los Angeles, California
2. Blue Comedy (Gary Burton Quartet) – 2:56 (Mike Gibbs) – Registrato il 14 febbraio 1963 a Los Angeles, California [5]
3. There Will Never Be Another You (Sonny Rollins & Co.) – 5:34 (Mack Gordon, Harry Warren) – Registrato il 20 febbraio 1963 a New York [6]
4. Blues Tonight (Clark Terry Quintet) – 2:29 (Clark Terry) – Registrato l'11 marzo 1963 a New York
5. When My Dream Boat Comes Home (Clark Terry Quintet) – 2:29 (Cliff Friend, Dave Franklin) – Registrato l'11 marzo 1963 a New York [7]

## Formazione
Hello, Young Lovers / Gentle Wind and Falling Tear / Stella by Starlight / Blue Comedy

Gary Burton Quartet
- Gary Burton - vibrafono
- Jack Sheldon - tromba
- Monty Budwig - contrabbasso
- Vernell Fournier - batteria[8]
- Joe Reisman - produttore

You Are My Lucky Star / I Could Write a Book / There Will Never Be Another You

Sonny Rollins & Co.
- Sonny Rollins - sassofono tenore
- Don Cherry - cornetta
- Henry Grimes - contrabbasso
- Billy Higgins - batteria[9]
- George Avakian - produttore

Sounds of the Night / Cielito lindo / Blues Tonight / When My Dream Boat Comes Home

Clark Terry Quintet
- Clark Terry - tromba
- Kenny Burrell - chitarra
- Hank Jones - pianoforte
- Milt Hinton - contrabbasso
- Osie Johnson - batteria
- Willie Rodriguez - bongos, congas (brani: Sounds of the Night e When My Dream Boat Comes Home)[10]
- George Avakian - produttore